# Nguyễn Hoàng Việt (An Giang)
Nguyễn Hoàng Việt (tên thật là Đinh Công Khoa, sinh ngày 2 tháng 12 năm 1953) là một chính trị gia người Việt Nam. Ông là Bí thư Tỉnh ủy An Giang từ năm 2006 đến năm 2009, Chủ tịch Hội đồng nhân dân tỉnh An Giang, Chủ tịch Ủy ban nhân dân tỉnh An Giang (2004-2005), Phó Ban Tổ chức Trung ương Đảng Cộng sản Việt Nam (2009-2016).

## Xuất thân
Ông sinh ngày 2 tháng 12 năm 1953 tại xã Kiến An, huyện Chợ Mới, tỉnh An Giang. Cha ông là Đinh Văn Ngư, tham gia kháng chiến chống Pháp, Mỹ. Mẹ ông là Nguyễn Thị Dày. Gia tộc bà Nguyễn Thị Dày ở xóm Trà Thôn, xã Long Điền B - là nơi có phong trào cách mạng rất sớm, sôi nổi nhất là giai đoạn thành lập Mặt trận dân chủ 1936 - 1939 và khởi nghĩa Nam kỳ năm 1940. Ông Đinh Văn Ngư hoạt động cách mạng ở Chợ Mới, Châu Thành - Núi Sập. Ông Đinh Văn Ngư hy sinh trong tuần lễ đầu tiên chiến dịch Mậu Thân 1968 tại chiến trường Châu Thành - Núi Sập.

## Giáo dục
Ông học tại trường Thoại Ngọc Hầu.

## Sự nghiệp
Khi cha hi sinh thì ông đang học lớp đệ tứ trường Thoại Ngọc Hầu. Ông thấy mình phải có trách nhiệm đi tiếp con đường cách mạng của gia tộc nên tháng 4 năm 1968, ông đã thoát ly gia đình tham gia cách mạng. Ông được phân công làm thư ký Văn phòng Thị xã ủy Long Xuyên đóng ở Đồng tràm Huệ Đức.
Ngày 2/2/1971, ông được kết nạp vào Đảng Cộng sản Việt Nam.
Sau đó ông lần lượt giữ các chức vụ khác nhau bắt đầu từ Cán bộ cơ yếu Văn phòng Tỉnh ủy An Giang.
Từ năm 1974 đến 1976, ông là cán bộ Văn phòng Tỉnh ủy Long Châu Tiền.
Từ năm 1976 đến 1990, ông là Chánh Văn phòng, rồi Ủy viên Ủy ban Kiểm tra Tỉnh ủy An Giang.
Đại hội Đảng bộ tỉnh lần thứ IV, ông được Đại hội bầu là Tỉnh ủy viên dự khuyết, Phó Chủ nhiệm Ủy ban Kiểm tra Tỉnh ủy An Giang.
Từ năm 1990 đến 1994, ông là Tỉnh ủy viên, Chánh Thanh tra tỉnh An Giang.
Từ năm 1994 đến năm 1996, ông là Tỉnh ủy viên, Phó Chủ tịch Hội đồng nhân dân tỉnh An Giang.
Từ năm 1996 đến tháng 7/2003, ông là Ủy biên Thường vụ, Phó Chủ tịch UBND tỉnh An Giang.
Tháng 8/2003, ông là Phó Bí thư Tỉnh ủy kiêm Chủ tịch Hội đồng nhân dân tỉnh An Giang.
Từ tháng 6/2004 đến tháng 12/2005, ông là Chủ tịch Ủy ban nhân dân tỉnh An Giang.
Đại hội Đảng bộ lần thứ VIII, ông được bầu là Bí thư Tỉnh ủy An Giang.
Tháng 12/2009, ông được điều về Trung ương làm Phó Ban Tổ chức Trung ương Đảng Cộng sản Việt Nam, ông Võ Thanh Khiết, Phó Bí thư Thường trực Tỉnh ủy được bầu làm Bí thư Tỉnh ủy mới.

## Danh hiệu
- Huy hiệu 45 năm tuổi Đảng (được trao ngày 31/5/2017)[3]

- Ngày 22-1 Nhận huy hiệu 50 năm tuổi đảng dịp 3-2-2021